# Hypobletus instabilis
Hypobletus instabilis är en skalbaggsart som först beskrevs av Thérond 1956.  Hypobletus instabilis ingår i släktet Hypobletus och familjen stumpbaggar. Inga underarter finns listade i Catalogue of Life.